# Goryphus sikkimensis
Goryphus sikkimensis är en stekelart som beskrevs av Jonathan och Gupta 1973. Goryphus sikkimensis ingår i släktet Goryphus och familjen brokparasitsteklar. Inga underarter finns listade i Catalogue of Life.